# Андронік V Палеолог
Андронік V Палеолог (грец. Ανδρόνικος  Ε' Παλαιολόγος; 1400 — 1407) — імператор співправитель Візантійської імперії з своїм батьком Іоанном VII Палеологом.
Андронік V Палеолог був єдиним відомим сином Іоанна VII Палеолога та Ірини Каттілусіо — дочки Франческо Каттілусіо.
Під час перебування його батька у Фесалоніках у 1403/1404 було проголошено Андроніка V Палеолога співправителем. Андронік помирає швидше свого батька у 1407 році у 7-річному віці.
Слід відзначити, що його імператорський статус був радше почесного характеру.